# Antoninho da Rocha Marmo
Antônio da Rocha Marmo (São Paulo, 19 de outubro de 1918 – São Paulo, 21 de dezembro de 1930), conhecido como "Antoninho", foi uma criança católica paulista, a quem se atribuía o dom de predizer acontecimentos futuros. Chegou, inclusive, a prever o dia e o mês da própria morte, 21 de dezembro, aniversário de um sacerdote que admirava.
Antoninho tornou-se objeto de veneração e passou a ser conhecido popularmente como "Santo Antoninho", considerado um Servo de Deus.

## Biografia
Nascido no Bairro do Bom Retiro, na Rua dos Bandeirantes 24 (atual 188), durante o surto da gripe espanhola, Antoninho era filho do delegado de polícia Pânfilo Marmo e de Maria Isabel da Rocha. Desde pequeno brincava de fazer altares e simular missas, era um grande amigo da mãe e muito inteligente quanto a assuntos polêmicos. Foi considerado um santo pela população de São Paulo por agraciar os pedidos de curas.
De saúde frágil, teve sarampo e gripe, morreu de tuberculose aos doze anos, em 21 de dezembro de 1930, como havia previsto. Foi sepultado no Cemitério da Consolação, na quadra 80, terreno 6. Seu túmulo passou a ser visitado por devotos que lhe pediam auxílio.
Em 19 de outubro de 2021, seus restos mortais foram transferidos para a Capela de Nossa Senhora da Saúde, no hospital que leva o seu nome, em São José dos Campos.

## Hospital e memorial

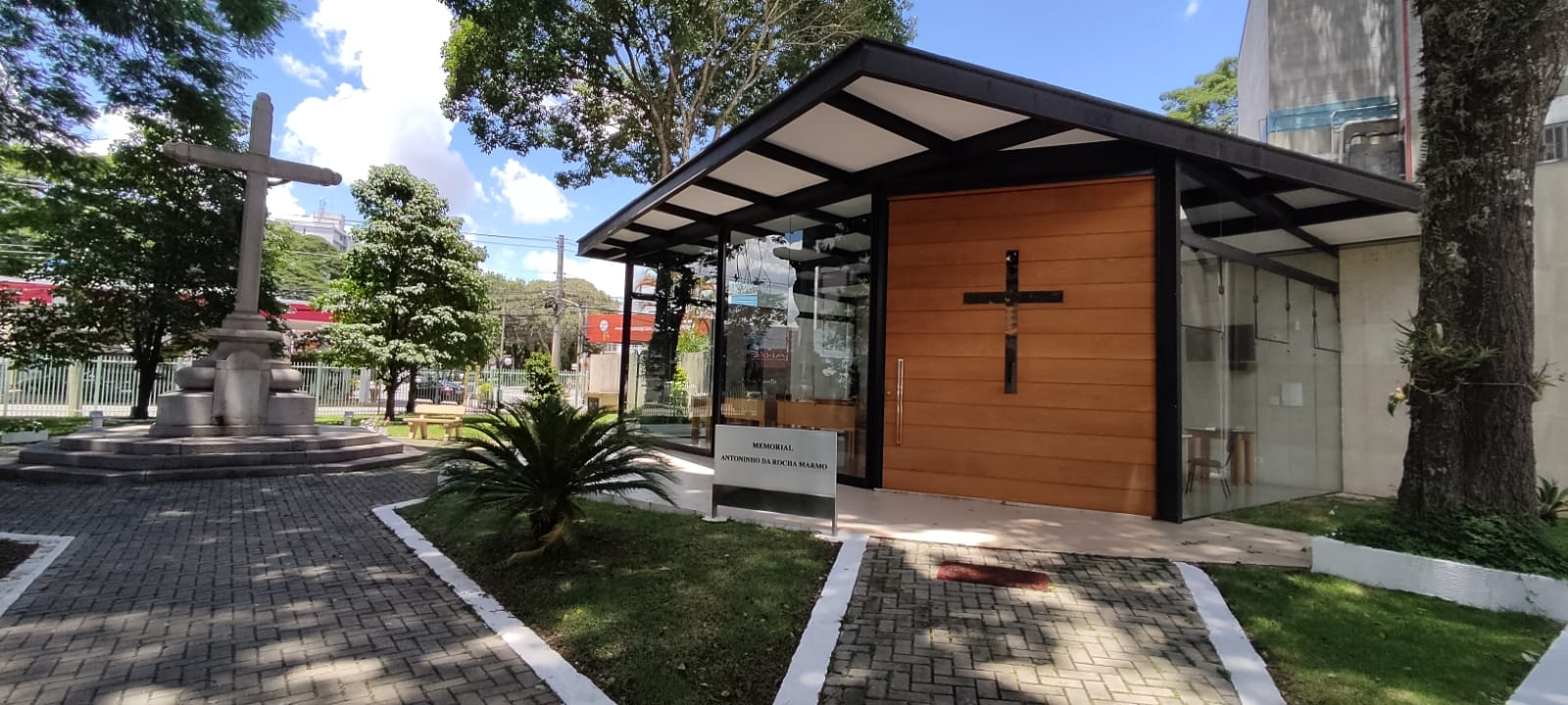
Memorial em São José dos Campos.

Devido à tuberculose de Antoninho, sua família mudou-se para São José dos Campos, cidade com sanatórios para tratar a doença. Ele preocupava-se com as  crianças pobres doentes que não tinham onde se tratar, uma vez que na cidade não haviam centros de saúde públicos exclusivos para elas. Sua família era de classe média e tinha a possibilidade de residir em uma casa alugada, com alimentação e cuidados.
Sentindo compaixão, pediu à sua mãe que após a sua morte fosse construído um local para atender crianças enfermas pobres. Assim, sua mãe e um grupo de benfeitores iniciaram as obras de um sanatório em São José dos Campos, confiando sua administração a uma ordem religiosa que desenvolvia um trabalho assistencial aos enfermos da cidade, hoje denominado hospital Antoninho da Rocha Marmo. Nele encontra-se um memorial que guarda objetos pessoais de Antoninho e, desde 2021, seus restos mortais.